# Číselná posloupnost
Číselná posloupnost je zobrazení z množiny přirozených čísel do libovolné číselné množiny (například do množiny komplexních nebo reálných čísel).
Nekonečná číselná posloupnost je každá funkce, jejímž definičním oborem je množina N všech přirozených čísel.
Konečná posloupnost je každá funkce, jejíž definiční obor je konečná podmnožina všech přirozených čísel. Pokud je posloupnost konečná, často ji nazýváme uspořádanou n-ticí. Uspořádanou n-tici čísel můžeme chápat jako souřadnice bodu v n-rozměrném prostoru a často ji nazýváme aritmetický vektor.
V matematice se pracuje také s nečíselnými posloupnostmi – například posloupnostmi funkcí.

## Zadání posloupnosti

### Vzorcem pro n-tý člen
{\displaystyle \left[{h_{n}}\right]_{n=1}^{\infty }} např. {\displaystyle h_{n}=-3+(-1)^{n}} nekonečná posloupnost
{\displaystyle \left[{h_{n}}\right]_{n=1}^{5}} např. {\displaystyle h_{n}=\left[{0,5}^{n}\right]_{n=1}^{5}} konečná posloupnost

### Rekurentně
a) je dán první člen a vzorec k výpočtu členu {\displaystyle a_{n+1}} pro každé {\displaystyle n} z množiny N
{\displaystyle a_{1}=4,a_{n+1}=-2a_{n}} pro všechna {\displaystyle n} z množiny N
b) jsou dány první dva členy a vzorec k výpočtu {\displaystyle b_{n+2}} na základě znalosti {\displaystyle b_{n}} a {\displaystyle b_{n+1}}
{\displaystyle b_{1}=1}, {\displaystyle b_{2}=-1}, {\displaystyle b_{n+2}=2b_{n+1}-3b_{n}} pro všechna {\displaystyle n} z množiny N

### Výčtem svých členů
{\displaystyle h_{n}=n_{1},n_{2},n_{3},\ldots ,n_{n}} pro konečnou posloupnost

## Vlastnosti posloupností
U číselných posloupností (obecněji u posloupností, jejichž oborem hodnot je uspořádaná množina) lze definovat následující vlastnosti:
- Posloupnost {\displaystyle \left[{a_{n}}\right]_{n=1}^{\infty }} je rostoucí, právě když pro všechna {\displaystyle n} z množiny N je {\displaystyle a_{n}<a_{n+1}}
- Posloupnost {\displaystyle \left[{a_{n}}\right]_{n=1}^{\infty }} je nerostoucí, právě když pro všechna {\displaystyle n} z množiny N je {\displaystyle a_{n}\geq a_{n+1}}
- Posloupnost {\displaystyle \left[{a_{n}}\right]_{n=1}^{\infty }} je klesající, právě když pro všechna {\displaystyle n} z množiny N je {\displaystyle a_{n}>a_{n+1}}
- Posloupnost {\displaystyle \left[{a_{n}}\right]_{n=1}^{\infty }} je neklesající, právě když pro všechna {\displaystyle n} z množiny N je {\displaystyle a_{n}\leq a_{n+1}}

Každá rostoucí posloupnost je neklesající, každá klesající posloupnost je nerostoucí. Je-li posloupnost nerostoucí nebo neklesající, říkáme, že je monotónní, posloupnost, která je rostoucí nebo klesající, je ryze monotónní.
- Posloupnost {\displaystyle \left[{a_{n}}\right]_{n=1}^{\infty }} je shora omezená, právě když existuje reálné číslo {\displaystyle h} takové,že pro všechna {\displaystyle n} z množiny N je {\displaystyle a_{n}\leq h}.
- Posloupnost {\displaystyle \left[{a_{n}}\right]_{n=1}^{\infty }} je zdola omezená, právě když existuje reálné číslo {\displaystyle d} takové,že pro všechna {\displaystyle n} z množiny N je {\displaystyle a_{n}\geq d}.
- Posloupnost se nazývá omezená, právě když je shora omezená a zároveň zdola omezená.

Konečná posloupnost délky {\displaystyle n} je
- čistě bitonická, pokud existuje takové i, že posloupnost {\displaystyle (a_{1},a_{i})} je rostoucí a {\displaystyle (a_{i},a_{n})} je klesající[1]
- bitonická, pokud ji lze získat cyklickým posunutím (rotací) z nějaké čistě bitonické posloupnosti[2]

Jestliže se v libovolně malém {\displaystyle \varepsilon }-okolí bodu d, tzn. v intervalu {\displaystyle (d-\varepsilon ,d+\varepsilon )}, nachází nekonečně mnoho členů posloupnosti {\displaystyle (a_{n})}, pak bod d nazýváme hromadným bodem posloupnosti {\displaystyle (a_{n})}.

## Limita
Říkáme, že posloupnost
- konverguje (je to konvergentní posloupnost), má-li konečnou limitu (např. {\displaystyle 1,{\frac {1}{2}},{\frac {1}{3}},\ldots } konverguje k 0),
- diverguje (je to divergentní posloupnost), má-li nekonečnou limitu (např. {\displaystyle 1,2,3,\ldots } diverguje k {\displaystyle \infty }), nebo nemá limitu, ale osciluje (např. {\displaystyle 1,-1,1,-1,\ldots }).

Ze spojitosti uspořádání reálných čísel (věta o supremu a infimu) plyne, že monotónní reálná posloupnost musí mít limitu.

## Vybraná posloupnost
Je-li {\displaystyle (a_{n})_{n=1}^{\infty }} posloupnost (obecně reálných) čísel a {\displaystyle (k_{n})_{n=1}^{\infty }} rostoucí posloupnost přirozených čísel, pak výraz {\displaystyle (a_{k_{n}})_{n=1}^{\infty }} nazýváme posloupnost vybraná (též podposloupnost) z {\displaystyle a_{n}} (jinými slovy, z {\displaystyle a_{n}} vybereme některé členy, např. všechny liché).
Platí důležitá Bolzano-Weierstrassova věta: Z každé omezené posloupnosti reálných čísel lze vybrat konvergentní posloupnost. Tato věta je založena na axiomu výběru a proto v některých logických systémech (např. intuicionistická logika) neplatí.